# Anstalten Håga
Anstalten Håga  var en sluten anstalt som ligger sju km sydost om  Södertälje vid länsväg 225. Håga var organisatoriskt placerad under Kriminalvårdmyndigheten Hall. 
År 1943 startade Kriminalvården verksamhet i lokalerna, då som ett sjukhus för kriminella med psykiska problem. År 1970 upphörde sjukhusverksamheten och anläggningen blev istället en renodlad kriminalvårdsanstalt. Anstalten lades ned 30 september 2013.
Vid anstaltens behandlingsavdelning bedrevs verksamheten genom självförvaltning.